# Beatties
Beatties was een kleine Britse warenhuisgroep die voornamelijk in de Midlands van Engeland was gevestigd. In 2005, toen het 12 winkels had, werd de groep overgenomen door House of Fraser. Op 14 januari 2006 werd de winkel in Birmingham gesloten op korte afstand een filiaal van Rackhams, een andere warenhuisformule van House of Fraser, gevestigd was. In augustus 2007 werden de winkels in Telford Solihull en Sutton Coldfield omgedoopt tot House of Fraser. De groep veranderde geleidelijk alle vestigingen in House of Fraser. In januari 2010 werd het filiaal in Dudley gesloten.
Op 7 juni 2018 werd bekend dat de laatste vestiging die de naam Beatties had behouden, het voormalige hoofdkantoor in Wolverhampton, in 2019 zou sluiten. De voormalige Beatties-winkels van House of Fraser in Aylesbury, Birkenhead, Telford en Worcester zouden ook moeten sluiten.

## Geschiedenis
Beatties werd opgericht in 1877 en was uitgegroeid van een klein textielbedrijf in Wolverhampton tot een warenhuis met een uitstekende reputatie op het gebied van klantenservice. Het bedrijfsbeleid (bekend als de vier hoeken van verantwoordelijkheid) stelde dat de verantwoordelijkheid jegens de klant was:
"Om de klant een goed aanbod van goed gekozen, voordelige koopwaar te bieden. Dit aan het publiek aanbieden in een aantrekkelijke omgeving, ondersteund door een prettige en effectieve service, en in een sfeer van volledige integriteit en verantwoordelijkheid. Om te allen tijde een oprecht verlangen te tonen om te behagen".
Bij de toetreding tot Beatties kreeg elk personeelslid (bekend als een "Lid") een "Ledengids" om de leden informatie te geven over het bedrijf en haar beleid, de staat van de aangeboden service, de beschikbare faciliteiten en de te volgen regels.

## Locaties

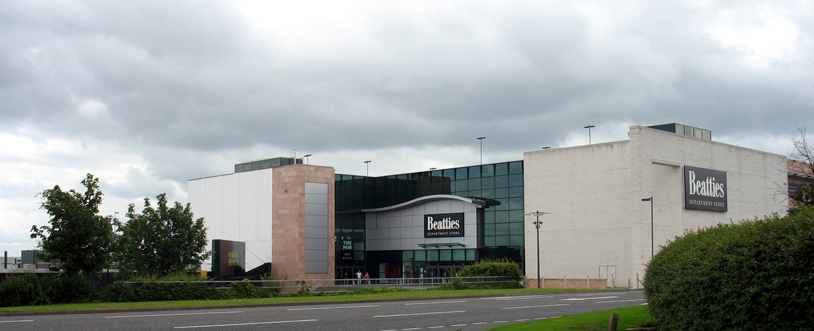
Het warenhuis Beatties in Telford werd vóór augustus 2007 omgedoopt tot House of Fraser.

Alle warenhuizen worden anno 2022 geëxploiteerd als House of Fraser:
- Aylesbury, Buckinghamshire
- Huddersfield, West Yorkshire
- Solihull, West Midlands
- Sutton Coldfield, West Midlands
- Telford, Shropshire
- Worcester, Worcestershire

### Voormalige locaties
- Birmingham, West Midlands (gesloten in januari 2006)
- Burton upon Trent, Staffordshire (gesloten in september 2012)
- Dudley, West Midlands (gesloten in januari 2010; gebouw nu gedeeltelijk bezet door Iceland)
- Northampton, Northamptonshire (gesloten in 2014; gebouw nu bezet door Next en Primark)
- Birkenhead (gesloten in maart 2020)
- Wolverhampton, West Midlands (voormalige vlaggenschipwinkel, die leeg kwam te staan na de opening van Frasers in het voormalige warenhuis Debenhams in het Mander Centre.)